# Mostarska petlja
Mostarska petlja, l'échangeur de Mostar (en serbe cyrillique : Мостарска петља), familièrement appelé Mostar, est un échangeur routier et un quartier de Belgrade, la capitale de la Serbie. Il est situé dans la municipalité de Savski venac.

## Échangeur
L'échangeur de Mostar est, avec celui d'Autokomanda, l'un des deux principaux échangeurs routiers de la capitale serbe. Il reçoit la circulation de six voies de communication particulièrement fréquentées, dont celle du pont de Gazela à l'ouest et celle du bulevar Vojvode Mišića au sud. Il est situé sur l'autoroute A3 (route européenne E70).
L'échangeur a été construit entre 1967 et 1974 à l'emplacement de l'ancien quartier de Jatagan mala, un bidonville habité par des Roms. Il devait constituer un élément de l'autoroute urbaine Bežanija-Autokomanda (autoroute A3) qui ne fut pas achevée et il fut alors affecté à la circulation sur la route européenne E70.
L'échangeur occupe une superficie de 2 ha et sa hauteur maximale est de 22 m. La circulation routière s'effectue sur trois niveaux et l'échangeur dispose de voies pour les tramways. On y trouve six passages souterrains destinés aux piétons et quatre passerelles, ainsi que quatre arrêts d'autobus et deux stations de tramway.

## Quartier
Le quartier de Mostarska petlja, qui entoure l'échangeur, est non résidentiel. Le côté nord est occupé par les anciens bâtiments du ministère de l'Intérieur, détruits en 1999 au cours des bombardements de la Serbie par l'OTAN[réf. nécessaire], et par le Centre clinique de Serbie (en serbe : Klinički centar Srbije) qui constitue le plus grand centre hospitalier de la capitale serbe. Au sud se trouvent la brasserie BIP, la nouvelle gare centrale de Prokop, des entrepôts, des usines et les installations de la Foire de Belgrade (en serbe : Beogradski sajam). À l'ouest, le quartier s'étend jusqu'à l'autoroute qui mène à la partie Sud-Est de Belgrade et au Périphérique de Belgrade (autoroute A3, route européenne E70) et, à l'est, jusqu'à la municipalité urbaine Novi Beograd, située au-delà du pont de Gazela.